# Uriah Grant
Uriah Grant (* 20. Januar 1961 in Saint Andrew, Jamaika) ist ein ehemaliger jamaikanischer Profiboxer und Weltmeister der IBF im Cruisergewicht.

## Profi
1987 eroberte er den USA Florida State Title und 1990 den vakanten IBF Inter-Continental Title. Am 21. Juni 1997 wurde er durch eine Mehrheitsentscheidung gegen Adolpho Washington IBF-Weltmeister. Er verlor diesen Gürtel bereits bei seiner ersten Titelverteidigung, die noch im selben Jahr stattfand, an Imamu Mayfield.